# Илија Грегорић
Илија Грегорић (око 1520 – 1574) је био врховни капетан војске у хрватско-словеначкој сељачкој буни из 1573. године.

## Биографија
Илија Грегорић је 1553. године заробљен приликом провале Турака у Крањску. Након што је побегао из заробљеништва, настанио се у Брдовецу и служио у Хрватској крајини као војник. Године 1564. постао је кмет на имању феудалца Тахија. Три године касније је поново заробљен од стране Турака приликом четовања са дружином. Одведен је у Цариград одакле му је поново пошло за руком да побегне. Након доласка у свој крај, изабран је за врховног капетана побуњених кметова. Израдио је опсежан план устанка. Командовао је најважнијим делом устаничке војске са намером да устанак прошири и на Словенију. Поразима устаника фебруара 1573. код Кршкога и Светог Петра, осујећено му је остварење планова. Ухваћен е од стране јасеновачке феудалне армије и послат у Загреб где је погубљен. 